# 香山灵修学院
香山灵修学院是中国20世纪一所基督教福音派神学院。
1936年10月，金陵女子神学院校长贾玉铭与女教员毕咏琴等在南京另外创建中国基督教灵修学院。1937年抗战爆发，中国基督教灵修学院西迁重庆。毕咏琴则去北平香山开办分院。1945年9月，香山灵修学院正式成立。
1955年，香山灵修学院并入燕京协和神学院。